# Jerő járás
Jerő járás (mongol nyelven: Ерөө сум) Mongólia Szelenga tartományának egyik járása. Területe 8200 km². Népessége kb. 5300 fő.
Székhelye Tavin (Тавин), mely 134 km-re fekszik Szühebátor tartományi székhelytől.